# 副島有年
副島有年（そえじま ありとし、1926年5月12日 - 1999年4月21日）は、日本の大蔵官僚。

## 来歴
東京府東京市豊島区出身。1944年に東京高等師範学校附属中学校（現・筑波大学附属中学校・高等学校）を卒業。1950年1月 国家公務員試験（行政職、法律職）を合格。同年 東京大学法学部政治学科卒業。大蔵省入省。大臣官房兼大臣官房財務官室。1952年9月 外務省在中華民国大使館外交官補。その後は主計局法規課長補佐、主計官司計課長補佐、主計局主計官補佐（公共事業係）、同（防衛係）などを務め、1962年6月から1968年5月までの約5年間、国際通貨基金（IMF）で勤務する。1977年6月17日 理財局次長（旧理財担当）。1978年6月17日 関税局長。1979年7月10日 外務省駐米国大使館公使。1981年4月20日 退官。同年8月より日本ヒルトン社長、その後同会長。1999年4月21日 肺炎で死去。

## 職歴
- 1950年4月：大蔵省入省。大臣官房 兼 大臣官房財務官室。
- 1952年3月：総理府外国為替管理委員会為替課。
- 1952年8月：為替局。
- 1952年9月：東京国税局調査査察部調査第五課。
- 1952年9月：外務省在中華民国大使館外交官補。
- 1955年2月：為替局調査課。
- 1957年3月：為替局調査課長補佐。
- 1957年9月：主計局法規課長補佐。
- 1958年8月：主計局司計画課長補佐。
- 1959年8月：主計局主計官補佐（公共事業係）。
- 1961年7月：主計局主計官補佐（防衛係）。
- 1962年6月：国際通貨基金（IMF）アジア局。
- 1964年9月：国際通貨基金（IMF）財政局。
- 1965年10月：国際通貨基金（IMF）リベリア共和国財政顧問。
- 1966年2月：国際通貨基金（IMF）財政局。
- 1968年5月：大臣官房付。
- 1968年6月：大臣官房参事官（大臣官房担当）。
- 1970年11月：世界銀行東京事務所長。
- 1975年8月1日：大臣官房審議官（大臣官房大臣）。
- 1976年6月18日：銀行局保険部長。
- 1977年6月17日：理財局次長（旧理財担当）。
- 1978年6月17日：関税局長。
- 1979年7月10日：外務省駐米国大使館公使。
- 1981年4月20日：退官。